# Abierto Mexicano de Tenis 2023 - Qualificazioni singolare
Le qualificazioni del singolare dell'Abierto Mexicano de Tenis 2023 sono state un torneo di tennis preliminare per accedere alla fase finale della manifestazione. I vincitori dell'ultimo turno sono entrati di diritto nel tabellone principale. In caso di ritiro di uno o più giocatori aventi diritto a questi sono subentrati i lucky loser, ossia i giocatori che hanno perso nell'ultimo turno ma che avevano una classifica più alta rispetto agli altri partecipanti che avevano comunque perso nel turno finale.

## Teste di serie
1. Tarō Daniel (qualificato)
2. Steve Johnson (primo turno)
3. Geoffrey Blancaneaux (primo turno)
4. Elias Ymer (ultimo turno, lucky loser)

1. Luciano Darderi (ultimo turno, lucky loser)
2. Brandon Holt (ultimo turno)
3. Facundo Mena (primo turno)
4. Gonzalo Villanueva (primo turno)

## Qualificati
1. Tarō Daniel
2. Nick Chappell

1. Jacopo Berrettini
2. Guido Andreozzi

### Lucky Losers
1. Elias Ymer

1. Luciano Darderi

## Tabellone

### Legenda
| - Q = Qualificato - WC = Wild card - LL = Lucky loser | - ALT = Alternate - SE = Special Exempt - PR = Protected Ranking | - w/o = Walkover - r = Ritirato - d = Squalificato |

### Sezione 1
|  | Primo turno | Primo turno      | Primo turno    | Primo turno | Primo turno |  |  | Ultimo turno | Ultimo turno | Ultimo turno | Ultimo turno | Ultimo turno |  |
|  |             |                  |                |             |             |  |  |              |              |              |              |              |  |
|  | 1           | Tarō Daniel      | Tarō Daniel    | 6           | 6           |  |  |              |              |              |              |              |  |
|  | WC          | Alex Hernández   | Alex Hernández | 2           | 1           |  |  | 1            | Tarō Daniel  | 4            | 6            | 6            |  |
|  | WC          | Ernesto Escobedo | 4              | 7           | 2           |  |  | 6            | Brandon Holt | 6            | 4            | 0            |  |
|  | 6           | Brandon Holt     | 6              | 65          | 6           |  |  |              |              |              |              |              |  |

### Sezione 2
|  | Primo turno | Primo turno        | Primo turno        | Primo turno | Primo turno |  |  | Ultimo turno | Ultimo turno  | Ultimo turno  | Ultimo turno | Ultimo turno |  |
|  |             |                    |                    |             |             |  |  |              |               |               |              |              |  |
|  | 2           | Steve Johnson      | 6                  | 1           | 2           |  |  |              |               |               |              |              |  |
|  | Alt         | Nick Chappell      | 4                  | 6           | 6           |  |  | Alt          | Nick Chappell | Nick Chappell | 6            | 6            |  |
|  | Alt         | Rubin Statham      | Rubin Statham      | 6           | 6           |  |  | Alt          | Rubin Statham | Rubin Statham | 4            | 0            |  |
|  | 8           | Gonzalo Villanueva | Gonzalo Villanueva | 3           | 2           |  |  |              |               |               |              |              |  |

### Sezione 3
|  | Primo turno | Primo turno          | Primo turno     | Primo turno | Primo turno |  |  | Ultimo turno | Ultimo turno      | Ultimo turno      | Ultimo turno | Ultimo turno |  |
|  |             |                      |                 |             |             |  |  |              |                   |                   |              |              |  |
|  | 3           | Geoffrey Blancaneaux | 6               | 4           | 4           |  |  |              |                   |                   |              |              |  |
|  | WC          | Jacopo Berrettini    | 0               | 6           | 6           |  |  | WC           | Jacopo Berrettini | Jacopo Berrettini | 6            | 6            |  |
|  | PR          | Yūichi Sugita        | Yūichi Sugita   | 5           | 0           |  |  | 5            | Luciano Darderi   | Luciano Darderi   | 2            | 4            |  |
|  | 5           | Luciano Darderi      | Luciano Darderi | 7           | 6           |  |  |              |                   |                   |              |              |  |

### Sezione 4
|  | Primo turno | Primo turno     | Primo turno     | Primo turno | Primo turno |  |  | Ultimo turno | Ultimo turno    | Ultimo turno    | Ultimo turno | Ultimo turno |  |
|  |             |                 |                 |             |             |  |  |              |                 |                 |              |              |  |
|  | 4           | Elias Ymer      | Elias Ymer      | 6           | 6           |  |  |              |                 |                 |              |              |  |
|  | PR          | Bradley Klahn   | Bradley Klahn   | 4           | 4           |  |  | 4            | Elias Ymer      | Elias Ymer      | 611          | 3            |  |
|  | Alt         | Guido Andreozzi | Guido Andreozzi | 7           | 6           |  |  | Alt          | Guido Andreozzi | Guido Andreozzi | 7            | 6            |  |
|  | 7           | Facundo Mena    | Facundo Mena    | 5           | 2           |  |  |              |                 |                 |              |              |  |